# Kladruby (tvrz)
Kladruby jsou romanticky upravená zřícenina tvrze na jižním okraji stejnojmenné vesnice v okrese Strakonice. Nachází se v areálu zpustlého zámeckého parku v nadmořské výšce 455 metrů. Její zbytky jsou jako součást parku od roku 1974 chráněny jako kulturní památka.

## Historie
Jediná dochovaná zpráva z roku 1598 zmiňuje již pustou tvrz na panství zámku Střela. Předpokládá se však, že tvrz byla postavena během 15. století, kdy byla vesnice, poprvé zmiňovaná v roce 1405, rozdělena mezi několik majitelů.

## Stavební podoba
V obranném systému tvrze hrála významnou roli voda, ale příkopy byly poškozeny při romantických úpravách. Dochovaly se zbytky zdiva rozměrné budovy s obdélným půdorysem. Také jejich podobu však ovlivnila romantická úprava, ze které pocházejí nadezdívky s okny. Oba fragmenty zdí jsou upraveny tak, aby připomínaly profily tváří pána a dámy.

## Přístup
Tvziště se nachází na západním břehu Návesního rybníka a je volně přístupné. V těsném sousedství roste památný strom zvaný Dračí jilm.